# Onatah Corona
Xcacau Corona es una corona (formación geológica en forma de corona) en el planeta Venus adyacente a Ba'het Corona. Ambas características están rodeadas por un anillo de crestas y valles, que en algunos lugares cortan fracturas más orientadas radialmente. Los centros de las características también contienen fracturas radiales, así como domos y flujos volcánicos. Se cree que las coronas se forman debido al afloramiento de material caliente desde las profundidades del interior de Venus. Las dos coronas pueden haberse formado al mismo tiempo sobre un solo afloramiento, o pueden indicar el movimiento del afloramiento o de las capas superiores del planeta hacia el oeste con el tiempo.